# Heinz Kiehl
Pour les articles homonymes, voir Kiehl.
Heinz Kiehl, né le 6 juin 1943 et mort le 26 juillet 2016, est un lutteur allemand .

## Biographie
Il est médaillé de bronze en lutte gréco-romaine aux Jeux olympiques d'été de 1964 à Tokyo, dans la catégorie des moins de 97 kg. Il participe aussi au tournoi de lutte libre lors de ces Jeux, ainsi qu'aux tournois de lutte gréco-romaine et libre des Jeux olympiques d'été de 1968 à Mexico.
Aux Championnats d'Europe de lutte, il termine quatrième en 1967 et sixième en 1968 en lutte gréco-romaine et sixième en 1967 en lutte libre.